# Coelotrochus chathamensis
Coelotrochus chathamensis là một loài ốc biển, là động vật thân mềm chân bụng sống ở biển trong họ Trochidae, họ ốc đụn hay top shells.

## Phân loài
- - Coelotrochus chathamensis aucklandica (E.A.Smith,1902)
  - Coelotrochus chathamensis chathamensis (Hutton,1873)
  - Coelotrochus chathamensis cookiana Powell,1934
  - Coelotrochus chathamensis dunedinensis (Suter,1897)
  - Coelotrochus chathamensis profunda Dell,1956